# Alligator Farm di St. Augustine
L'Alligator Farm di St. Augustine è uno zoo istituito nella città di St. Augustine, in Florida, Stati Uniti d'America, fondato nel 1893, copre un'area di 4.000 m2.